# Wellbee

Dibujo de Wellbee de un cartel publicitario de 1963.

Wellbee fue un personaje de dibujos animados y una mascota de salud pública estadounidense que apareció por primera vez en 1962. Era un abejorro antropomórfico creado por el artista de Hollywood Harold M. Walker a pedido del oficial de información pública de los Centros para el Control y Prevención de Enfermedades (CDC), George M. Stenhouse. El personaje se convirtió en el símbolo nacional de salud pública de los CDC en ese momento y se usó ampliamente para promover la inmunización y otras campañas de salud pública en los Estados Unidos luego de la entrada en vigencia de la Ley de Asistencia de Vacunación de 1962.

## Origen
Wellbee, un abejorro de dibujos animados de pie con una cara redonda sonriente cuyo nombre es un juego de palabras con well-being, inglés para «bienestar», fue creado por el artista de Hollywood Harold M. Walker, a pedido del oficial de información pública de los CDC, George M. Stenhouse. Conocido por los CDC como «él», Wellbee se reveló por primera vez en el periódico The Atlanta Journal-Constitution el 11 de marzo de 1962, luego de un comunicado de prensa que describía al personaje como «un personaje de dibujos animados feliz, de rostro agradable, ojos brillantes, quien es la personificación de la buena salud».
El propósito del personaje fue la promoción de medidas preventivas de salud y la importancia de la vacunación. En ese momento, el gobierno de los Estados Unidos había aumentado sustancialmente la financiación y los nuevos programas de salud pública y, con el apoyo de la Ley de Asistencia para la Vacunación de 1962, patrocinó a los CDC en sus esfuerzos educativos, cuyo símbolo se convirtió en Wellbee.

## Campañas
La campaña de marketing de los CDC planeó apariciones de Wellbee en eventos de salud pública y en folletos, periódicos y carteles, y en la radio y la televisión, comenzando con la promoción de la vacuna contra la poliomielitis de Sabin en Atlanta y en todo Estados Unidos. Los departamentos de salud locales utilizaron el carácter Wellbee. En Atlanta y Tampa, apareció un sonriente Wellbee en carteles que animaban a los niños a «beber la vacuna gratuita contra la poliomielitis», afirmando que «sabe bien, actúa rápido y previene la poliomielitis». En Chicago, su imagen apareció en prendedores y vallas publicitarias. Una persona vestida como Wellbee posó con los jugadores de béisbol Bill Monbouquette, Dick Radatz y Eddie Bressoud de los Boston Red Sox en Fenway Park. También en Boston, Wellbee estuvo junto al alcalde John F. Collins, que había sido afectado por la poliomielitis.
La abeja visitó escuelas en Honolulu, apareció en un trineo tirado por perros en Anchorage y en Dallas advirtió que no era «una abeja enferma». Las campañas de inmunización posteriores incluyeron la promoción de las vacunas contra la difteria y el tétanos, y el personaje se utilizó para enfatizar los beneficios de la higiene de manos, el ejercicio, la salud bucal y la prevención de lesiones, volviéndose familiar para los niños y el símbolo nacional de la salud pública. En 1964, los carteles animaban a los ya vacunados a recibir dosis de refuerzo.

## Efecto
Dentro de un año, Stenhouse señaló que «Wellbee, el 'amigo del educador de la salud', tuvo un año ocupado. Fue particularmente activo en la promoción de programas comunitarios contra la poliomielitis. Hablaba español en Nuevo México; cobró vida disfrazado en Hawái y encabezó un desfile».
Como resultado de la Ley de Asistencia a la Vacunación, 50 millones de personas fueron vacunadas contra la poliomielitis entre 1962 y 1964 y siete millones de niños recibieron la vacuna que previene la difteria, el tétanos y la tos ferina, lo que resultó en una caída de los casos de poliomielitis y difteria. En 1965 se amplió la Ley de Asistencia en Vacunación.
Se han creado varias mascotas de vacunas desde Wellbee. Según la directora del Proyecto de Confianza en las Vacunas de la Escuela de Higiene y Medicina Tropical de Londres, Heidi Larson, las mascotas de las vacunas son «divertidas, juguetonas» y «lo hacen parecer menos clínico, menos impulsado por el gobierno, menos 'tienes que tomar esto'», involucrando así a grupos de jóvenes y mayores.

## Galería
Pósteres de salud pública con Wellbee:

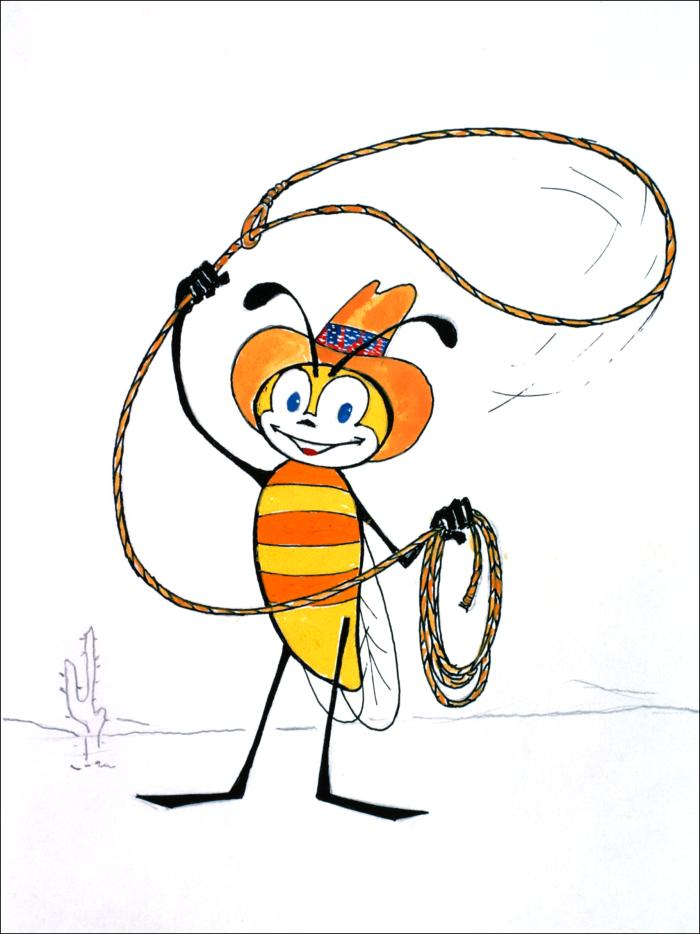
1962
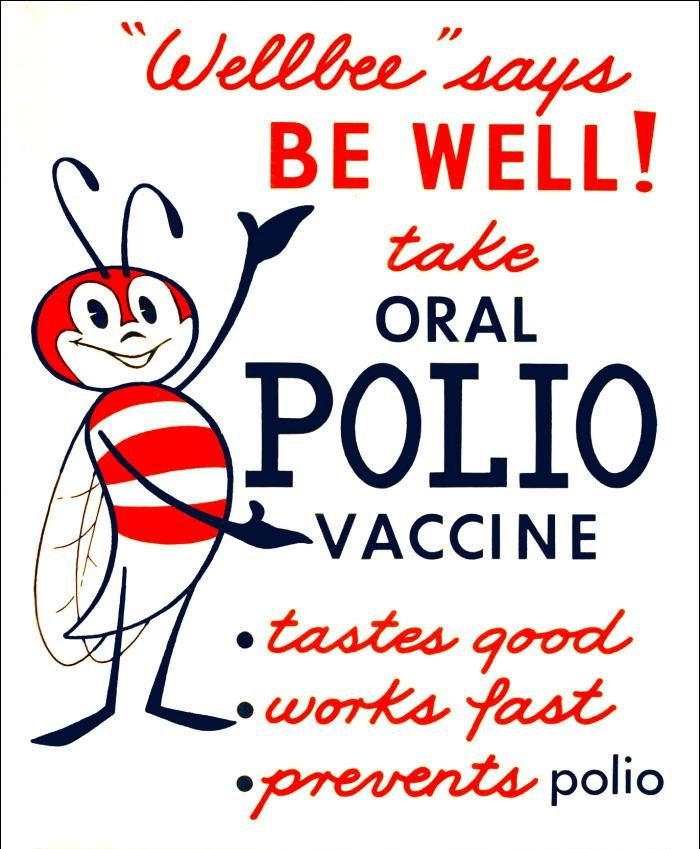
1963
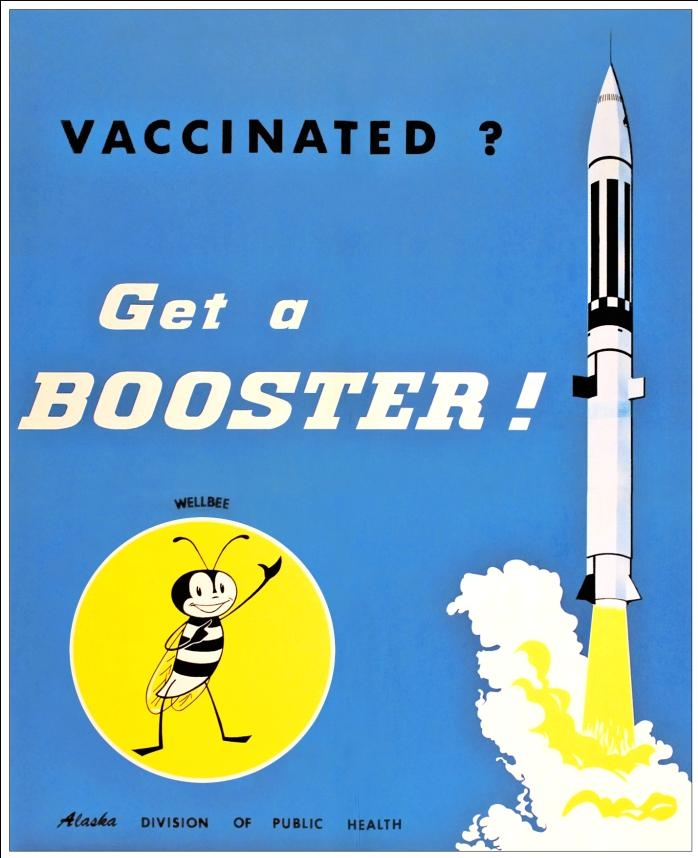
1964
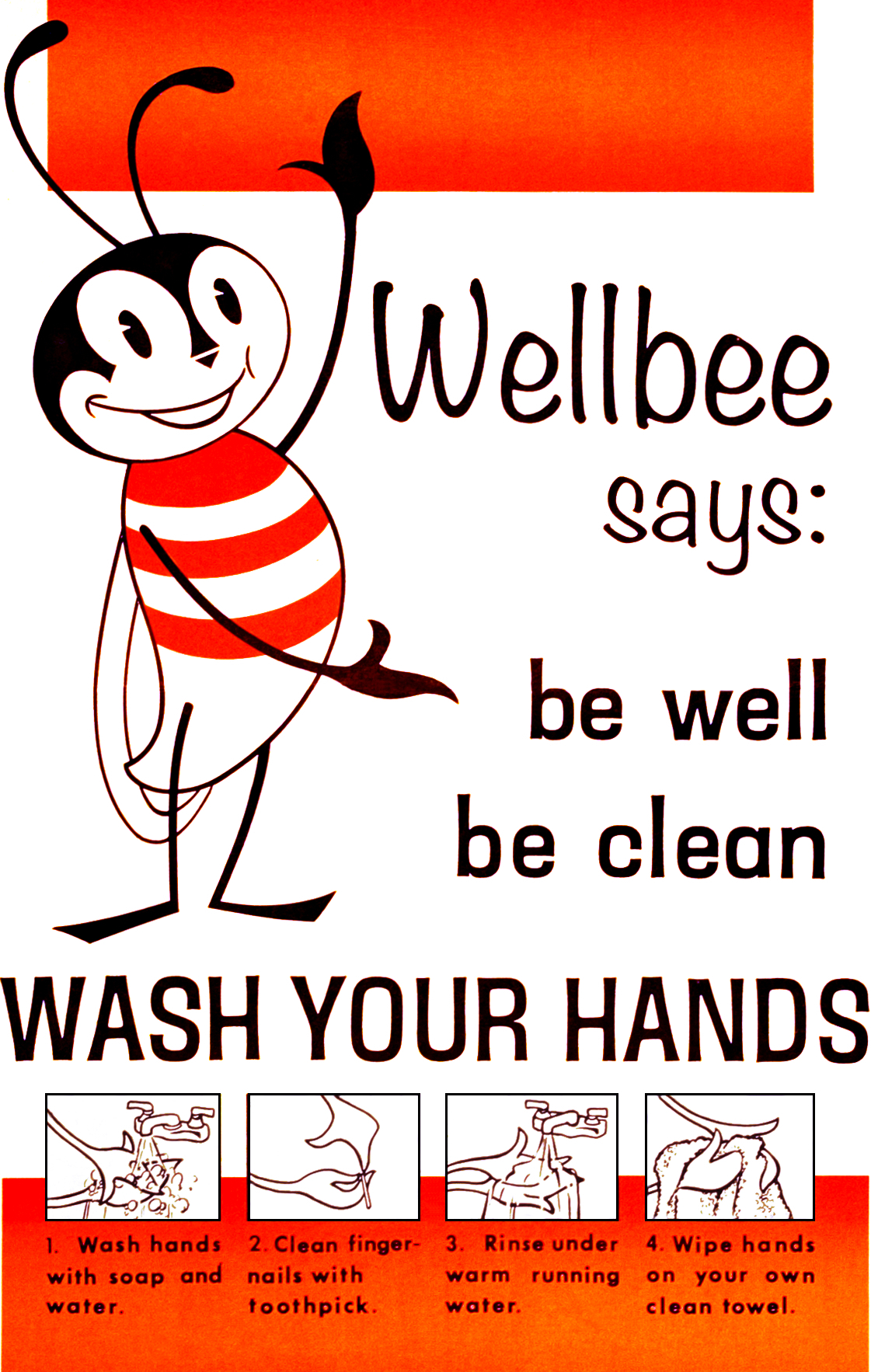
1964

- 1962[9]
- 1963[10]
- 1964[7]
- 1964[11]